# Енцо Лефор
Енцо Лефор (фр. Enzo Boris Lefort; нар. 29 вересня 1991 року, Каєнна, Франція) — французький фехтувальник (рапіра), олімпійський чемпіон 2020 року, срібний призер Олімпійських ігор 2016 року в командній рапірі, дворазовий чемпіон світу та чотириразовий чемпіон Європи, призер чемпіонатів світу та Європи.

## Виступи на Олімпіадах
| Олімпіада           | Дисципліна           | Місце |
| ------------------- | -------------------- | ----- |
| Лондон 2012         | індивідуальна рапіра | 17    |
| Лондон 2012         | командна рапіра      | 8     |
| Ріо-де-Жанейро 2016 | індивідуальна рапіра | 17    |
| Ріо-де-Жанейро 2016 | командна рапіра      | 2     |
| Токіо 2020          | індивідуальна рапіра | 5     |
| Токіо 2020          | командна рапіра      | 1     |
| Париж 2024          | індивідуальна рапіра | 6     |
| Париж 2024          | командна рапіра      | 3     |